# Astrocnida isidis
Astrocnida isidis is een slangster uit de familie Gorgonocephalidae.
De wetenschappelijke naam van de soort werd in 1850 gepubliceerd door Duchassaing.